# Универсална артилерия
Универсалната артилерия е корабна артилерия с универсално предназначение, способна да води ефективен огън по морски, брегови и въздушни цели. За първи път се появява в 1930-те години. След Втората световна война става основния вид корабна артилерия. Съвременната универсална артилерия като правило е автоматична и обикновено има калибър от 76 до 130 милиметра.

## Универсалната артилерия във Втората световна война
Универсалната корабна артилерия за първи път се появява в началото на 1930-те години като опит да се реши проблема на ПВО и ограничеността от място за поставяне на артилерия на корабите. По-рано, в годините на Първата световна война, проблема за заплаха по въздуха не стои остро и даже големите военни кораби носят само няколко зенитни оръдия малък калибър. С развитието на авиацията излиза неохбодимостта да се снабдят бойните кораби с ефективна зенитна артилерия. Но остава и задачата за борба с надводните цели. Тъй като на корабите може да се поставят ограничено количество оръдия, възниква идеята да се съвместят в една артилерийска система възможността за борба както с въздушен противник, така и срещу леките кораби тип ескадрени миноносци. Изискванията към универсалните оръдия са противоречиви – от една страна такива оръдия трябва да имат достатъчна огнева мощ за поразяване на леките кораби, а от друга – достатъчно голяма скорострелност и скорост на наводка, необходими за успешната борба с въздушните цели.

### САЩ
Най-последователно тези работи се водят в американския флот, който отначало получава 127 милиметровото оръдие Mark 10 с дължина на ствола 25 калибра, а след това 127 милиметровото оръдие Mark 12 с дължина на ствола 38 калибра. Тази артсистема започва да постъпва на въоръжение през 1934 г., ставайки основното универсално оръдие на американските ВМС, и се смята за най-доброто универсално оръдие през Втората световна война. С него са въоръжени американските линкори, самолетоносачи, крайцери и есминци. Високата ефективност на Mk.12 се обяснява не само с характеристиките на самото оръдие, но и с наличието на съвършената система за управление на огъня Mk 37, а също и с използваните от 1943 г. снаряди с радиовзривател. За новите кораби на флота през 1940 г. е разработено още по-мощно оръдие 5"/54 Mark 16, предназначено за поставянето на линкорите тип „Монтана“, но не получава широко разпространение и фактически такива оръдия носят само самолетоносачите от типа „Мидуей“.
В края на войната, под влияние на успешното използване от немците на радиоуправляеми авиобомби, американския флот започва разработката на универсално оръдие калибър 152 mm, което трябва да сваля носителите на управляемото оръжие на големи дистанции и височини. Оръдието 6"/47DP Mark 16 е разработено 1943 г., то е планирано за леките крайцери тип „Устър“. Но строежа им не успява по времето на войната, два крайцера от този тип влизат в строй едва през 1948 – 1949 г. Самото оръдие е неудачно и няма последващо развитие.

### Великобритания
На въоръжение в британския флот 1930-те години постъпват цяла поредица универсални оръдия. Най-големи надежди са възлагани на 133 милиметровите оръдия QF Mark I, които са на въоръжение на най-новите линкор тип „Кинг Джордж V“ и последния британски линкор „Вангард“, а също крайцерите за ПВО тип „Дидо“ и „Усъвършенстван Дидо“. Оръдието се оказва малоудачно – достатъчно мощно за поразяване на надводни цели, но недостатъчно скорострелно за борба с авиацията.
Доста по-ефективни, в качество на зенитни, са 114 милиметровите оръдия тип QF Mark I, III, IV. Те са поставяни на модернизираните линкори тип „Куин Элизабет“, линейния крайцер „Ринаун“, много самолетоносачи, а също стават основно оръжие на разрушителите от типа „Батъл“. Но ефективността на тези оръдия против надводни цели е недостатъчна.

### СССР
Макар формално да няма универсални оръдия на въоръжение в съветския военноморски флот (ВМФ на СССР), но като универсални се използват формално зенитните установки – 76-мм 34-К, 85-мм 90-К Архив на оригинала от 2019-06-09 в Wayback Machine., 100-мм Б-34, които се поставят и като установки на главния калибър за стрелба и по надводни и брегови цели на многочислените стражеви кораби (СКР), тралчици (ТЩ), канонерски лодки (КЛ [в частност, на 18 Волжка флотилия]), 20 големи ловци от типа „Артилерист“ (проект 122), влезли в строй до края на войната, плаващите артилерийски (на 10) и зенитни (на 16) батареи и други, основно мобилизирани, съдове, които са много повече (само около 30 СКР и 16 ТЩ тип РТ на Северния флот и други), отколкото линкори, крайцери, есминци и даже тралчици и стражеви кораби специални проекти, и които основно носят тежестта на войната в моретата, реките и езерата. Например в Ладожката флотилия, изпълняваща първостепенната задача за осигуряване на снабдяването на осадения Ленинград, от големите кораби към есента на 1941 г. има 6 преоборудвани КЛ с 34-К и Б-34 за главен калибър и 2 СКР спецпостройка.
Неслучайно в някои източници тези установки се наричат само универсални
От бойните кораби на основните класове специална постройка с указаните универсални установки са въоръжени само примерно 51: 3 линкора със 76-милиметровите 34-К и тяхното развитие 39-К и 81-К в като зенитни оръдия; 7 крайцера – 2 в Балтийския флот, 3 в Черноморския и 2 в Тихоокеанския, 7 лидера; 34 есминеца. Бойните кораби специална постройка използват 76 – 100-мм оръдия, основно като зенитни.
Като цяло от произведените преди и в годините на Втората световна война около 376 76—100-мм установки (306 76-мм 34-К и техните варианти 39-К и 81-К, 128 85-мм 90-К и около 42 100-мм Б-34), само около 136 (82 76-мм 34-К на есминци и лидери, 20 34-К и техните модификации 81-К на линкори и крайцери, 16 85-мм 90-К на 2 тихоокеански крайцера през 1943 г. (вместо 16 34-К), и 24 100-мм Б-34 на 4 балтийски и черноморски крайцера) – по-малко от 40%, са поставени на кораби от основните класове, останалите 240 – повече от 60%, са за неголеми кораби, основно мобилизирани, като оръдия на главния калибър.
От указаните установки автоматизирани системи за управление на артилерийския огън (СУАО) за указаните системи имат само единици от корабите на основните класове (1 линкор, няколко лидера от проекта 1, 4 есминеца 7У и 2 монитора от типа „Хасан“, влезли в строй до края на войната), останалите имат ръчна СУАО тип Гейслер, където поправките се изчисляват по таблици и данните за оръдията се предават по телефона, както е и на дооборудваните граждански съдове. 76-мм 34-К и 85-мм 90-К имат 2 прицела МО, които са ефективни и при стелба по въздушни, и по надводни, и по брегови цели.
На стражевите катери, малките ловци МО-4 и малките кораби (тралчици, някои СКР и спомагателни кораби от мобилизираните съдове) като оръдие/я на главния калибър се поставят 45-мм универсални 21-К и тяхната военна модификация 21-КМ с увеличена дължина на ствола и щит. Те са най-масовите във ВМФ на СССР – към 22 юни 1941 г. те са 1954 (от тях 494 – в Балтийския (БФ), 538 – в Тихоокеанския, 411 – в Черноморския (ЧФ), 239 – в Северния флотове (СФ), 170 оръдия – в Каспийската, 80 – в Амурската и 25 – в Пинската флотилии).
Независимо от това, че оръдието не отговаря на изискванията на зенитната отбрана, поради прекратяването на работите по по-съвършеното 45-мм автоматично оръдие 62-К, оръдията 21-К и от 1944 г. – 21-КМ се произвеждат в годините на Великата Отечествена война и след нейния край. През 1942 г. са произведени 388 21-К, през 1943 г. – 345, през 1944 г. (вече от модификацията 21-КМ) – 486, през 1945 г. – 373. През 1947 г. производството на оръдията е прекратено..
В частност 21-К са поставени като оръдия на главния калибър по 2 на 251 МО-4, -3, -2 и -1; на повече от 100 ТЩ: 37 от типа „Ижорец“ и 27 от типа „Москва“ на БФ и Ладожката флотилия, 14 типа РТ СФ и други; на повече от 40 СКР: 8 типа РТ на СФ (първоначално, по-късно на някои са заменени със 76-мм оръдия), 5 СКР от типа „Войков“ на ЧФ и други; също на много стражеви катери, мрежови заградители и други бойни и спомагателни съдове, основно дооборудвани граждански такива.

### Франция
Френският флот също показва интерес от универсалните оръдия през 1930-те години. За линейните кораби от типа „Дюнкерк“ също е разработено специално 130 милиметрово оръдие – Model 1932. Всеки от двата построени по този проект кораби носи по 16 такива оръдия, в четири- и двуоръдейни установки. Перспективната, по принцип, идея получава неудачно въплъщение. Скорострелността на оръдията се оказва недостатъчна, а механизма на зареждане ненадежден. Скоростта на наводка на тежките кули, както хоризонталната, така и вертикалната, е прекалено ниска за борба с появилите се през 1930-те г. самолети.
Въпреки това, френския флот прави опит за още по-големокалибрени универсални оръдия. Специално за линкорите тип „Ришельо“ е разработена модификация на 152 mm оръдия Model 1930, което може да води огън с ъгъл на възвишение до 80°. Линкорите следвало да носят по 15 такива оръдия в триоръдейни установки, поместени в кърмовата част и по бордовете. Вече при началото на строителството на корабите става ясно, че няма да може да се обезпечи необходимата за борба с въздушни цели скорост на наводка на такива тежки кули, и в окончателния вариант числото оръдия и кули са намалени до девет и три съответствено, а останалите са заменени със 100 милиметрови оръдия. Едва след войната, в резултат на дълга работа над механизмите на кулите, успяват да ги доведат по параметрите на действителна универсална артилерия.

### Япония
Японския императорски флот получава през 1926 г. своите първи универсални оръдия тип 3 калибър 120 mm. С тях са окомплектовани първите Японски тежки крайцери: типовете „Фурутака“ и „Аоба“. През 1932 г. на въоръжение във флота е прието универсалното 127 милиметрово оръдие тип 89. От своя американски аналог то се отличава с по-ниска скорострелност при близост на останалите характеристики. Това оръдие се поставя на японските линкори, самолетоносачи и тежки крайцери. Опита от войната води японците за преимуществено противовъздушното предназначение на универсалната артилерия. В резултат, през 1942 г. на въоръжение постъпва универсално оръдие по-малък калибър, но обладаващо чувствително по-голяма скорострелност, начална скорост на снаряда и скорости на наводка. 100 милиметровото оръдие тип 98 става основно оръдие на есминците за ПВО тип „Акидзуки“, а също зенитен калибър на самолетоносача „Тайхо“ и перспективните линейни крайцери тип B-64/65. Това оръдие става най-съвършеното зенитно оръдие на Япония във времената на Втората световна война.
| Сравнителни ТТХ на универсалните оръдия през Втората световна война |               |               |                 |                            |                 |                           |                      |                  |
| Характеристики                                                      | 5"/38 Mark 12 | 5"/54 Mark 16 | 6"/47DP Mark 16 | 4,5"/45 QF Mark I, III, IV | 5,25" QF Mark I | 130 mm/45 Model 1932/1935 | 152 mm/55 Model 1930 | 127 mm/40 Тип 89 |
| Държава                                                             | САЩ           | САЩ           | САЩ             | Великобритания             | Великобритания  | Франция                   | Франция              | Япония           |
| Калибър, mm                                                         | 127           | 127           | 152,4           | 114                        | 133             | 130                       | 152,4                | 127              |
| Маса на оръдието, kg                                                | 1810          | 2432          | 4300            | 2803 – 2859                | 4362            | 3750                      | 7657                 | 3050             |
| Скорострелност, изстрела/мин                                        | 15 – 22       | 15 – 18       | 12              | 12 – 20                    | 7 – 8           | 10 – 12                   | 5 – 6,5              | 8 – 14           |
| Далечина на стрелбата, m                                            | 15 903        | 23 691        | 21 473          | 18 970                     | 21 397          | 20 800 – 20 870           | 26 484               | 14 800           |
| Маса на снаряда, кг                                                 | 25            | 31,5          | 47,6 – 59       | 23 – 24,95                 | 36,3            | 29,5 – 32,1               | 49,3 – 57,1          | 23 – 23,45       |
| Начална скорост на снаряда, m/s                                     | 792           | 808           | 762 – 812       | 746                        | 792             | 800 – 840                 | 870                  | 725              |

## Универсалната артилерия на първия следвоенен период
През следвоенните години интереса на военните моряци към универсалните оръдия рязко нараства. Всъщност, всички нови проектирани оръдия се създават като универсални. При това приоритета остава борбата с въздушни цели, затова и особено внимание се отделя на скорострелността, което води до създаването на напълно автоматизирани оръдия.

### САЩ
Флота на САЩ в периода 1950-те—1960-те години води редица програми по създаването на високоефективни универсални оръдия. В частност, са построени и тествани 127 mm артустановки Type F с дължина на ствола 70 калибра и начална скорост на снаряда над 1000 метра в секунда, а също установката Mark 65, имаща ствол с дължина 54 калибра, но много скорострелна, и Mark 66, която е сдвоен вариант на Mark 65. Развитието на всички тези проекти е прекратено по различни причини, но американския флот все пак получава доста съвършената установка 127 mm калибър. Това е Mark 42, която за много години става главен калибър на корабите на САЩ. Тази напълно автоматизирана система започва да постъпва във флота от 1955 г. Отличава се със солидна маса, установката обладава скорострелност до 40 изстрела в минута. Впрочем, при максимална скорострелност механизмите за зареждане работят не особено надеждно и с течение на времето максималната скорострелност е ограничена. Установката Mark 42 се носи от мнозина кораби на американския флота, освен това тя е широко експортирана.
Много по-малко удачен се оказва друг проект, въплътен в серийни образци. 76,2 милиметровата сдвоена установка Mark 37 е разработвана съвместно с Великобритания, макар в крайна сметка двете страни да получават две различни установки. Mark 37 е предназначена за замяна на Mark 33, която изначално се разглежда като палиативно решение. Разработката на оръжието започва 1945 г., отнема над десет години и завършва едва 1956 г. От 1958 г. установката Mark 37 започва да постъпва на корабите. На практика оръдието е много ненадеждно и няма много радикални предимства пред Mark 33. Затова и след няколко години експлоатация установките Mark 37 са свалени от въоръжение.

### Великобритания
Британския флот през 1947 г. получава на въоръжение сдвоената 113 милиметрова артустановка QF Mark V, която, на свой ред, е леко усъвършенстван вариант на установката QF Mark IV, използвана в годините на Втората световна война. В отличие от своя предшественик, тази установка е разработвана изначално като напълно автоматична. Но механизма за зареждане на оръдията се оказва ненадежден и QF Mark V се използва, в голяма степен, с ръчно зареждане, което значително снижава нейната скорострелност. Тази система е за първи път поставена на есминците от типа „Деринг“, а впоследствие и на много кораби на Кралския флот. Макар през 1960-те години QF Mark V вече да изглежда остаряла, отсъствието на по-съвременна система води до използването и на есминците УРО тип „Каунти“, а недостатъчната скорострелност е компенсирана с поставянето на две такива установки.
В периода 1940-те – 1950-те години командването на британския флота „износва“ планове за постройка на крайцери за ПВО, снабдени с мощна универсална артилерия. Финансовите проблеми не позволяват реализирането на тези планове в пълен обем, но флота все пак получава своите последни крайцери. Това са трите кораба на типа „Тайгър“, влезли в строй в периода 1959 – 1961 г. Постройката на чисто артилерийските крайцери изглежда дори по онова време анахронизъм, но тяхното въоръжение се оказва доста солидно. Главния калибър е представен от 152 милиметровите оръдия QF Mark V, в две сдвоени установки. Оръдието, разработката на което започва още в годините на Втората световна война, в изправно състояние може да дава до 20 снаряда в минута на ствол. Главния калибър е допълнен с три сдвоени универсални установки Mark 6 калибър 76 mm. Последните са предназначени, основно, за нуждите на ПВО и могат да изстрелват до 60 снаряда в минута на ствол.

### Франция
Развитието на универсалните корабни оръдия във Франция тръгва в първите следвоенни години в две направления. От една страна, е необходимо срочно да се попълнят загубите на флота в хода на войната. За тази цел са заложени цяла поредица кораби, които не се отличават с напреднали характеристики, но които могат да бъдат построени достатъчно бързо. В частност, за тяхното въоръжение френските конструктори разработват към 1948 г., с американска помощ, универсалното 127-милиметрово оръдие Model 1948. По своите основни решения то повтаря американското оръдие Mark 16 и стреля със снаряди американски образец. Независимо от отсъствието на автоматично зареждане и свързаната с това невисока скорострелност, Model 1948 става основното универсално оръдие на френските ВМС през 1950-те години. С тези оръдия са снабдени разрушителите от типа „Сюркуф“ и „Дюпере“, а също и новите крайцери „Кольбер“ и „Де Грас“.
Към 1953 г. френските конструктори успяват да разработят действително напредничаво оръдие, което впоследствие става единственото универсално оръдие за корабите на френския флот. За него е избран калибъра 100 mm – по мнение на френските моряци, достатъчно тежък за обстрел на морски и брегови цели и достатъчно лек и скорострелен за борба с въздушни цели. Артилерийската установка Model 1953 е създадена от специалистите на компанията Creusot-Loire към 1953 г., а от 1957 г. започва да се използва на корабите. То заменя в както 127 милиметровото Model 1948, така и 57 милиметровото Model 1951, което, на свой ред, се явява импортирано от Швеция оръжие, разработено и произвеждано от компанията „Бофорс“.

### Швеция
Шведската компания „Бофорс“ през 1940-те години работи над усъвършенстването на своето 120 милиметрово универсално оръдие. Резултата на техните усилия, от 1944 г., е появата към 1950 г. на универсалната двустволна артустановка 120 mm/50 Model 1950. Макар теглото на системата да се оказва твърде солидно, а надеждността ѝ първоначално да е недостатъчна, шведския флот като цяло е удовлетворен от нея. С нея са въоръжени шведските есминци тип „Халанд“ и „Естергьотланд“, нидерландските тип „Фрисланд“, а впоследствие и нидерландските фрегати тип „Тромп“. Основната положителна черта на тази система е нейната много висока скорострелност – до 45 изстрела в минута на ствол, което осигурява на въоръжените с нея кораби значителна огнева мощ.

### СССР
В съветските ВМС първата следвоенна универсална установка става 100 милиметровата сдвоена палубно-куполна СМ-5-1. Тя е разработена в първите следвоенни години и се произвежда серийно в периода 1948 – 1955 г. Установката е стабилизирана, управлява се с помощта на РЛС, а самите оръдия се отличават с превъзходна балистика. Зареждането обаче остава полуавтоматично, което предопределя невисоката скорострелност. Установките СМ-5 се поставят на крайцерите проекти „68К“ и „68-бис“.
За въоръжаване на есминците от проектите „41“ и „56“ е разработена сдвоената палубно-куполна артустановка СМ-2-1. Тя се произвежда от 1950 г. до 1957 г. Независимо от наличието на стабилизация, собствен радиодалекомер и добри балистични характеристики, полуавтоматичното зареждане прави и тази система остаряла в сравнение с чуждите автоматични образци. Реалната ефективност на СМ-2-1 против въздушни цели се признава за неголяма и есминците на проекта „56“ в съветския флот се предполагало да се използват, главно, за обстрел на брегови цели.
В едно с новите тенденции в развитието на корабната артилерия, в СССР през 1950-те години се водят работи по създаването на автоматични оръдия среден калибър. Създадени са опитни образци на сдвоени оръдия калибър 130 mm (СМ-62) и 100 mm (СМ-52). Но с провокираното от Н. С. Хрушчов увлечение по управляемите ракети води до прекратяването на работите над тези образци. В резултат, на въоръжение на съветския флот постъпва само една универсална установка, разработена 1950-те години. Това е 76 милиметровата сдвоена установка АК-726. Тя е предназначена, основно, за борба с въздушни цели и има сравнително висока скорострелност – до 90 изстрела в минута на един ствол. С тези артустановки са въоръжавани ракетните крайцери на проекта 58, големите противолодъчни кораби проекти „61“ и „1134Б“, стражеви кораби от проектите „1135“, „1159“, малките противолодъчни кораби „1124М“ и „159“, а също и авионосните крайцери от „проекта 1143“.
| Сравнителни ТТХ на универсални артилерийски установки 1945 – 1960 г. |               |               |                |                   |                 |                      |                      |                     |         |           |        |
| Характеристики                                                       | 5"/54 Mark 42 | 3"/50 Mark 33 | 3"/70 Mark 6   | 4.5"/45 QF Mark V | 6"/50 QF Mark V | 100 mm/55 Model 1953 | 127 mm/54 Model 1948 | 12 cm/50 Model 1950 | СМ-5    | СМ-2-1    | АК-726 |
| Държава                                                              | САЩ           | САЩ           | Великобритания | Великобритания    | Великобритания  | Франция              | Франция              | Швеция              | СССР    | СССР      | СССР   |
| Калибър, mm                                                          | 127           | 76,2          | 76,2           | 114               | 152,4           | 100                  | 127                  | 120                 | 100     | 130       | 76,2   |
| Брой стволове                                                        | 1             | 2             | 2              | 2                 | 2               | 1                    | 2                    | 2                   | 2       | 2         | 2      |
| Маса на установката, t                                               | 66,2          | 14,69         | 37,7           | 44,7              | 158,5           | ?                    | 48                   | 52                  | 45,8    | 57,3      | 25,6   |
| Скорострелност, изстрела/мин на един ствол                           | 40            | 45 – 50       | 45             | 12 – 14           | 20              | 60                   | 13 – 18              | 42 – 45             | 15 – 18 | 12 – 15   | 90     |
| Далечина на стрелбата, m                                             | 23 691        | 13 350        | 17 830         | 18 970            | 22 860          | 17 260               | 22 000               | 19 100              | 24 198  | 27 764    | 15 700 |
| Маса на снаряда, kg                                                  | 31,75         | 5,9           | 6,8            | 25                | 58,9 – 59,9     | 13,5                 | 31,5 – 31,7          | 23,5                | 15,6    | 33 – 33,4 | 5,9    |
| Начална скорост на снаряда, m/s                                      | 808           | 823           | 1036           | 746               | 768             | 855                  | 808                  | 825                 | 1000    | 950 – 955 | 980    |

## Съвременна универсална артилерия
Съвременната универсална артилерия се произвежда само в няколко страни, болшинството флотове в света носят импортни оръдия от този клас.
Към числото на съвременните универсални оръдия се отнасят:
- италианските 127 милиметрова Compact, 76 милиметрови Compact и Super Rapid;
- американската 127 милиметрова Mark 45;
- френските 100 милиметрови Mk 68 и Compact;
- британската 114 милиметрова Mark 8;
- съветските/руските 76 милиметрови АК-176, 100 милиметровите АК-100 и А-190, 130 милиметровите АК-130 и А-192.

### САЩ
С опита от използването на установката Mark 42, флота на САЩ пристъпва през 1967 г. към разработката на ново оръдие калибър 127 mm. Поставената задача е да се създаде установка, която да се отличава от Mark 42 с по-малко тегло, но с по-голяма надеждност и ремонтопригодност и да може бързо да открива огън. Характеристиките за максималната скорострелност не се смятат за приоритетни. Резултата на тези работи става появяването през 1971 г. на артилерийската установка Mark 45 Mod.0. През 1973 г. започва нейното серийно производство. През 1980 г. се появява модификацията Mod.1, а през 1988 г. – Mod.0. Артилерийската установка Mark 45 е на въоръжение на крайцерите тип „Тикондерога“, есминците типове „Спрюенс“ и „Кидд“, есминците от ранната версия на типа „Арли Бърк“, а също и редица други кораби. Освен това Mark 45 е експортирана и в други страни. Тази система има скорострелност едва 20 изстрела в минута, което е малко за съвременните мерки, но за сметка на това се отличава с ниска маса и надеждност. Стремежа да се повиши далекобойността на оръжието, важно, преди всичко, при обстрела на бреговите цели, води до появата, през 1995 г., на версията Mark 45 Mod.4, с дължина на ствола 62 калибра. От 2000 г. тя се монтира на есминците тип „Арли Бърк“, започвайки от DDG-81 „Уинстън Чърчил“, а впоследсвтие с нея се планира превъоръжаването на част от крайцерите тип „Тикондерога“. Установката позволява използването на широк набор от боеприпаси, в това число и управляеми.
Постепенното изваждане от състава на флота на тежките крайцери поставя въпроса за ефективната поддръжка на десантните операции. По настояване на командването на корпуса на морската пехота през 1971 г. започва разработка на 203,2 милиметровата артустановка Mark 71. Към 1975 г. системата е готова и преминава успешни изпитания на борда на кораб. Темпа на стрелба с тежкия снаряд достига 12 изстрела в минута. Mark 71 напълно отговаря на поставените изисквания, но съкращаването на американския военен бюджет в края на 1970-те години води до прекратяване на програмата.
Освен системите на средния калибър американския флот има потребност и от ефективни 76,2 милиметрови артустановки. Независимо от традиционното пристрастие на американските въоръжени сили към оръжието национално производство, този път на въоръжение през 1975 г. е приета италианската артустановка 76 mm/62 Compact. Нейното производство по лиценз започва през 1978 г. от компанията FMC, а нейното обозначение във ВМС на САЩ е Mark 75.

### Италия
От началото на 1950-те години италианските конструктори работят над създаването на ефективно автоматично оръдие калибра 76.2 mm. За първи път такива артустановки се появяват на корветите от типа „Албатрос“, влезли в строй 1955 – 1956 г. Макар принципите в устройството на тази артсистема да са съвършено правилни, самите оръдия се отличават с ограничен боезапас, готов за стрелба и ненадеждност. Тези фактори принуждават, в крайна сметка, да се свалят оръдията от корветите. Въпреки това, компанията OTO Melara продължава работата над проекта и през 1960 г. се появява артустановката M.M.I.. Това оръдие функционира надеждно, осигурявайки скорострелност от 60 изстрела в минута. С тези установки са въоръжени италианските крайцерите-вертолетоносачи от типа „Андреа Дория“, а също и „Виторио Венето“. Но тази установка няма широко разпространение заради нейното достатъчно солидно тегло за такъв калибър – 12 тона.
Усъвършенстването на 76,2 милиметровата установка води до появата на един от най-удачните следвоенни италиански проекти в областта на морските въоръжения. През 1963 г. е създадена значително облекчена и усъвършенствана версия – 76,2 милиметровата установка Compact. От 1964 г. артустановката започва да постъпва на въоръжение, отначало на корабите на италианския флот, а след това и на експортни кораби, ставайки, като краен резултат, най-разпространеното морско универсално оръдие на следвоенната ера. Към началото на 2000-те години тя е на въоръжение във флотовете на 51 страни. OTO Melara създава към 1988 г. и артустановката Super Rapid, произведена с използване на най-новите технологии и имаща скорострелност от 120 изстрела в минута.

### СССР
В СССР разработката на универсалните оръдия на средния калибър е възобновена след дълго прекъсване в края на 1960-те години. През 1967 г. е започната разработката на две нови артилерийски системи – еднооръдейни установки калибър 100 mm и 130 mm. Работата над двете установки се води от ФГУП „Конструкторское бюро „Арсенал“ имени М.В. Фрунзе (ЦКБ-7). Изпитанията на АК-100 започват 1973 г., но официално установката е приета на въоръжение през 1978 г. По своите основни характеристики то е близко до френската 100 милиметрова установка Model 68, но е доста по-голямо и тежко. АК-100 се поставя на атомните ракетни крайцери от проекта „1144“, големите противолодъчни кораби проект „1155“, а също и на стражевите кораби проект „1135“.
С големи трудности се води проектирането на 130 милиметровата установка. Първоначално се предполагало създаването на еднооръдейна установка с темп на стрелба 60 изстрела в минута, което я прави най-скорострелната в света артсистема такъв калибър. Но темпа на стрелба на установката А-217 не превишава 45 изстрела в минута, а нейната маса се оказва значително завишена, по сравнение с тактико-техническото задание. В резултат на това, работите са прекратени, а артилерийската част на А-217 е използвана при разработката на двуоръдрйната установка А-218. През 1985 г. тази система е официално приета на въоръжение. Тя е поставяна на есминците от проекта „956“ и ракетните крайцери проекти 1144 и „1164“. Установката обладава много голяма маса, но по тегло на изстрелваните снаряди, за минута, е най-мощната корабна артустановка в света.
През 1970-те – 1980-те години са предлагани и проекти за артилерийски установки голям калибър. В началото на 1970-те години е създаден проекта „Пион-М“, който предлагал адаптирането за корабните условия на армейското 203,2 милиметрово оръдие „Пион“. Скорострелността се предполагало да се доведе до 15 изстрела в минута. В началото на 1980-те е предложен проект на артустановката „Бомбарда“. В нея се предполага използването на артилерийската част от армейското 152,4 милиметрово оръдие „Хиацинт“. Но и двата проекта са отхвърлени от ръководството на Съветския ВМФ, считащ за най-важно свойство на корабните оръдия максималната ефективност против въздушни цели. За оръдията на големия калибър подобно нещо е невъзможно, макар ефективността на обстрела по брегови цели рязко да нараства.
| Сравнителни ТТХ на съвременните универсални артилерийски установки |         |                  |                      |                   |                    |                  |        |        |       |        |       |
| Характеристики                                                     | Mark 45 | 76 mm/62 Compact | 76 mm/62 Super Rapid | 127 mm/54 Compact | 100 mm/55 Model 68 | 114 mm/55 Mark 8 | АК-176 | АК-100 | А-190 | АК-130 | А-192 |
| Държава                                                            | САЩ     | Италия           | Италия               | Италия            | Франция            | Великобритания   | СССР   | СССР   | Русия | СССР   | Русия |
| Калибър, mm                                                        | 127     | 76,2             | 76,2                 | 127               | 100                | 114              | 76,2   | 100    | 100   | 130    | 130   |
| Брой стволове                                                      | 1       | 1                | 1                    | 1                 | 1                  | 1                | 1      | 1      | 1     | 2      | 1     |
| Скорострелност, изстрела/мин                                       | 20      | 10 – 85          | 120                  | 30                | 60 – 78            | 25               | 120    | 60     | 80    | 92     | 30    |
| Далечина на стрелбата, km                                          | 23      | 16               | 15,75                | 16                | 17                 | 22               | 15,7   | 21,5   | 21    | 23     | 23    |
| Маса на снаряда, kg                                                | 32      | 6.3              | 6,3                  | 32                | 13,5               | 21               | 5,9    | 15,6   | ?     | 33,4   | ?     |
| Начална скорост на снаряда, m/s                                    | 808     | 925              | 925                  | 808               | 870                | 868              | 980    | 880    | ?     | 850    | ?     |
| Маса на установката, t                                             | 25      | 7,5              | 8                    | 37,5              | 21                 | 26,41            | 10,5   | 35,7   | 15    | 90     | 25    |

## Галерия
- 127-мм Mk 45 на крайцера CG-62
- 114-мм Mk8 Mod 1 на F238 „Нортъмбърленд“
- 100-мм френска Model 68 на F790
- Две АК-100 на БПК „Адмирал Виноградов“
- А-190 на Корветата „Стерегущий“